# Brezje, Cerknica
Brezje je gručasto naselje na severnem pobočju Slivnice, na levem bregu Cerkniščice v Občini Cerknica.
Nastalo je na vrtačasti uravnavi na dolomitu. Plitva, peščena prst je slabo rodovitna. Prevladujejo travniki in pašniki, na pobočjih Slivnice pa pretežno bukov gozd.
V naselju stoji cerkev sv. Jurija, v kateri so ohranjeni trije oltarji.